# العلاقات الرومانية الليسوتوية
العلاقات الرومانية الليسوتوية هي العلاقات الثنائية التي تجمع بين رومانيا وليسوتو.

## مقارنة بين البلدين
هذه مقارنة عامة ومرجعية للدولتين:
| وجه المقارنة                                              | رومانيا                                                                               | ليسوتو                      |
| --------------------------------------------------------- | ------------------------------------------------------------------------------------- | --------------------------- |
| المساحة (كم2)                                             | 238.40 ألف                                                                            | 32.96 ألف                   |
| عدد السكان (نسمة)                                         | 19.59 مليون                                                                           | 2.23 مليون                  |
| الكثافة السكانية (ن./كم²)                                 | 82.17                                                                                 | 67.66                       |
| العاصمة                                                   | بوخارست                                                                               | ماسيرو                      |
| اللغة الرسمية                                             | اللغة الرومانية                                                                       | لغة إنجليزية، اللغة السوتية |
| العملة                                                    | ليو روماني                                                                            | لوتي ليسوتو                 |
| الناتج المحلي الإجمالي (بليون دولار)                      | 211.80 مليار                                                                          | 2.64 مليار                  |
| الناتج المحلي الإجمالي (تعادل القوة الشرائية) بليون دولار | 465.56 مليار                                                                          | 6.30 مليار                  |
| الناتج المحلي الإجمالي الاسمي للفرد دولار أمريكي          | 9.47 ألف                                                                              | 1.07 ألف                    |
| الناتج المحلي الإجمالي للفرد دولار أمريكي                 | 23.63 ألف                                                                             | 2.64 ألف                    |
| مؤشر التنمية البشرية                                      | 0.793                                                                                 | 0.497                       |
| رمز المكالمات الدولي                                      | +40                                                                                   | +266                        |
| رمز الإنترنت                                              | .ro                                                                                   | .ls                         |
| المنطقة الزمنية                                           | ت ع م+02:00، ت ع م+03:00، أوروبا/بوخارست ‏، توقيت شرق أوروبا، توقيت شرق أوروبا الصيفي ‏ | ت ع م+02:00                 |

## منظمات دولية مشتركة
يشترك البلدان في عضوية مجموعة من المنظمات الدولية، منها:
| علم المنظمة | اسم المنظمة                               | تاريخ انضمام رومانيا | تاريخ انضمام ليسوتو |
| ----------- | ----------------------------------------- | -------------------- | ------------------- |
|             | مؤسسة التنمية الدولية                     | 12 أبريل 2014        | 19 سبتمبر 1968      |
|             | يونسكو                                    | 27 يوليو 1956        | 29 سبتمبر 1967      |
|             | مؤسسة التمويل الدولية                     | 23 سبتمبر 1990       | 29 سبتمبر 1972      |
|             | منظمة حظر الأسلحة الكيميائية              | ?                    | ?                   |
|             | الأمم المتحدة                             | 14 ديسمبر 1955       | 17 أكتوبر 1966      |
|             | الاتحاد الدولي للاتصالات                  | 9 فبراير 1866        | 26 مايو 1967        |
|             | منظمة الشرطة الجنائية الدولية             | ?                    | ?                   |
|             | البنك الدولي للإنشاء والتعمير             | 15 ديسمبر 1972       | 25 يوليو 1968       |
|             | الاتحاد البريدي العالمي                   | ?                    | ?                   |
|             | المركز الدولي لتسوية المنازعات الاستشارية | 12 أكتوبر 1975       | 7 أغسطس 1969        |
|             | وكالة ضمان الاستثمار متعدد الأطراف        | 10 سبتمبر 1992       | 12 أبريل 1988       |
|             | منظمة التجارة العالمية                    | 1995                 | ?                   |

## وصلات خارجية
- موقع وزارة الخارجية الرومانية
- موقع وزارة الخارجية الليسوتوية